# 根路銘国昭
根路銘 国昭（ねろめ くにあき、1939年7月24日 - 2025年3月28日）は、日本の獣医ウイルス学者。獣医学博士。有限会社生物資源研究所代表取締役・所長。スペインかぜウイルスのルーツを解明するなど、インフルエンザウイルス研究及びワクチン開発の第一人者とされる。沖縄県国頭郡本部町出身。

## 主な経歴
・沖縄県立北部農林高等学校卒業。
- 1965年 - 北海道大学獣医学部卒業。
- 1966年 - 北海道大学大学院中退。国立予防衛生研究所（現国立感染症研究所）入所[1]。
- 1976年 - 北海道大学から「インフルエンザウイルスの表在抗原および非特異的血球凝集抑制物質に関する研究」[3]により獣医学博士の学位を授与される。
- 1989年 - 国立予防衛生研究所ウイルスリケッチア部室長。
- 国立感染症研究所ウイルス第一部呼吸器系ウイルス研究室長、世界保健機関インフルエンザ・呼吸ウイルス協力センター長[4]、ハーバード大学国際エイズ治療評価委員、厚生省薬事審議委員などを歴任[1]。
- 1993年 - 国際ウイルス学賞（インフルエンザ制圧戦略会議・オーストラリア）受賞[1]。
- 2001年 - 沖縄県名護市のベンチャー企業「生物資源利用研究所」の所長となる[1]。
- 2003年 - ロシア医学アカデミー国際ウイルス学賞受賞[1]。
- 2004年 - 有限会社生物資源研究所[5]を設立し、代表取締役・所長となる[1]。
- 2009年 - 琉球新報賞受賞[1][6]。
- 2009年 - 沖縄に自生するセンダンやハンノキの成分を使って、インフルエンザ消毒薬を開発した[7][4]。
- 2014年 - カイコを使ったワクチン大量生産法の確立[8]。
- 2020年 - 新型コロナウイルスに関して、「2020年3月までに終結」と予測[9]。
- 2025年3月28日、名護市内の病院で死去[10][11]。85歳没。

## 著書
- 『ウイルスが嗤っている』（KKベストセラーズ 1994年）
- 『ウイルスで読み解く「人類史」』（徳間書店 1995年）
- 『超ウイルス〜太古から甦った怪物たち〜』（光文社カッパサイエンス 1996年）
- 『インフルエンザ大流行の謎』（NHKブックス 2001年）